# Majavatnaffären
Majavatnaffären är en händelse i Norge under andra världskriget. Motståndet mot tyskarna var stort i vissa delar av Helgeland. Kapten Birger E. Sjöberg (egentligen Nils Berdal) fick i uppdrag av sin överordnade, kapten Martin Linge, att organisera och utrusta en expedition till Helgeland. Syftet var att öppna kontakter med motståndsgrupper i distriktet och ordna vapen och utrustning som grupperna kunde sakna. Stora mängder vapen och annan utrustning kom med båt från England till exempel med Shetlands-Larsen. Dessa transporterades över bergen från Helgelandskysten till Grane och Vefsn. År 1942 kom tyskarna motståndsrörelsen på spåren och det hela kulminerade under hösten samma år.
Drabbningar vid Tangen gård på Majavatn hösten 1942, mer känd under namnet Majavatnaffären, resulterade i slutändan med att cirka 30 män från Grane, Vefsn, Vevelstad och Trondheimsområdet blev avrättade i Falstadslägret den 8 och 9 oktober 1942 efter summariska rättegångar.
Händelsen har fått namn efter Majavatn, en tätort i Grane kommun i Norge.